# Liza Minnelli
Liza May Minnelli (født 12. marts 1946) er en amerikansk skuespillerinde og sangerinde. Hun er datter af sangerinde og skuespillerinde Judy Garland og filminstruktøren Vincente Minnelli. Hun fik som natklubsangerinde og skuespillerinde kritikerros for filmene The Sterile Cuckoo (1969) og Tell Me That You Love Me og Junie Moon (1970). Minnelli steg nu til international stjernestatus for rollen som Sally Bowles i filmatiseringen af Broadway musicalen Cabaret i 1972, hvor hun vandt en Oscar for bedste kvindelige hovedrolle. Senere medvirkede hun i Arthur (1981) sammen med Dudley Moore og John Gielgud.
Mens filmprojekter som Lucky Lady, A Matter of Time og New York, New York blev mindre positivt modtaget, blev Minnelli en af de mest alsidige, højt respekteret og bedst sælgende entertainere i tv, der begynder med Liza with a Z i 1972 og på scenen i Broadway-produktioner af Flora the Red Menace, The Act og The Rink.
Hun medvirkede i Liza's Back i 2002. Hun havde gæsteoptrædener i sitcomet Arrested Development og havde en mindre rolle i filmen The Oh in Ohio. I 2008/2009 udførte hun Broadway showet Liza's at the Palace..., der vandt en Tony Award.